# Anan Khalaili
Anan Khalaili (en hébreu : ענאן ח'לאילי), né le 3 septembre 2004 à Haïfa en Israël, est un footballeur international israélien, qui évolue au poste d'attaquant à l'Union Saint Gilloise.

## Biographie

### En club
Né à Haïfa en Israël, Anan Khalaili est formé par le club local du Beitar Haifa F.C. (en), avant de rejoindre un autre club de la ville, le Maccabi Haïfa. 
Khalaili joue son premier match en professionnel le 2 février 2022, lors d'une rencontre de championnat face au Hapoël Hadera. Il entre en jeu à la place de Dean David (en) et son équipe s'impose par deux buts à zéro.
Il participe à la Ligue des champions, jouant son premier match le 11 juillet 2023 face au Ħamrun Spartans. Il entre en jeu et marque son premier but dans la compétition, participant ainsi à la victoire de son équipe (0-4 score final).

### En sélection
Il représente l'équipe d'Israël des moins de 20 ans, sélection avec laquelle il est retenu pour disputer la coupe du monde des moins de 20 ans en 2023. Lors de ce tournoi organisé en Argentine, Khalaili se montre décisif à plusieurs reprises. Buteur en huitièmes de finale contre l'Ouzbékistan, il donne la victoire à son équipe (0-1) puis récidive en quarts de finale contre le Brésil où son équipe créer la surprise en sortant vainqueur de cette confrontation (3-2 après prolongations). Israël est toutefois battue par l'Uruguay en demi-finale (1-0) mais remporte le match pour la troisième place, contre la Corée du Sud, où Khalaili marque son troisième but dans la compétition (3-1 score final).
Anan Khalaili est convoqué avec l'équipe d'Israël espoirs pour participer au Championnat d'Europe espoirs en 2023. Il joue son premier match avec les espoirs dans cette compétition, le 22 juin 2023, lors du premier match de groupe, contre l'Allemagne (1-1 score final). Son équipe bat la Géorgie en quarts de finale après une séance de tirs au but avant d'être battue en demi-finale par l'Angleterre (0-3 score final)....

## Palmarès

### En club
|  |  | Union Saint-Gilloise - Championnat de Belgique (1) : - Champion : 2025. - Supercoupe de Belgique (1) : - Vainqueur : 2024. - Finaliste : 2025. |